# Chlebíčky
Chlebíčky (2008) je čtvrté řadové album folkové skupiny Bratři Ebenové.
Nahráli ho Marek, Kryštof a David Ebenové opět s hosty ze skupiny Etc... (Pavel Skála, Jiří Veselý, Jiří Zelenka) a s kontrabasistou Jaromírem Honzákem. Obsahuje 12 písní Marka Ebena. Zprava dobrý a XL již vyšly na DVD Ebeni v zahradě (2004), píseň Sloni vyšla na sampleru pro děti Havěť všelijaká (2005). Poslední valčík složil Marek Eben pro finále první řady pořadu StarDance ...když hvězdy tančí. V písni Houston hostuje Jaroslava Kretschmerová.

## Seznam písní
1. Chlebíčky /4:19
2. Zprava dobrý /3:43
3. Karlovy Vary /4:40
4. Pomník /2:31
5. Někdo klepe /4:29
6. XL /1:59
7. Sloni /3:06
8. To nic /3:45
9. Houston /3:57
10. Houpám se /4:18
11. Folkloreček /3:39
12. Poslední valčík /3:03

## Obsazení
- Marek Eben – zpěv (1–12), Rhodes piano (7, 12), akustická kytara (8), banjo (10)
- Kryštof Eben – Rhodes piano (1–3, 5, 8), Korg Hammond (1, 5, 12), akustické piano (4, 10), zobcová flétna (6), basová zobcová flétna (7), kamzičí roh (9), foukací harmonika (9), kaval (11)
- David Eben – tenorsaxofon (1, 12), sopránsaxofon (2, 5, 7, 8, 11), klarinet (3, 4, 6, 9, 10), zvony (4), sbor (2, 11)
- Pavel Skála – akustická kytara (1, 3, 8, 10), elektrické kytary (2, 4, 5, 7, 9, 11, 12), buben (6), sbor (2, 11)
- Jiří Veselý – bezpražcová baskytara (1), baskytara (2, 4, 5, 7, 9, 12), akordeon (3, 6, 11)
- Jiří Zelenka – bicí (1–9, 11, 12), perkuse (6–9), zvonek (8), sbor (2, 11)
- Jaromír Honzák – kontrabas (2–4, 6, 8–11)
- Šimon Kotek – sbor (2)
- Jaroslava Kretschmerová – zpěv (9)

## Flash-disk a klip
V prosinci 2008 vyšlo album na speciálním flash-disku v podobě chlebíčku. Flash-disk obsahuje skladby z alba ve formátu mp3, booklet v pdf a také klip k písničce Folkloreček, který měl premiéru v říjnu. Kromě kapely v něm vystupuje také Jiří Schmitzer, Jiří Bartoška, Jan Žamboch, Jiří Pavlica, Petr Fiala, Radek Pastrňák a Leoš Mareš. Scénář napsal a klip režíroval Jan Bártek. Klip byl oceněn Andělem.

## Ocenění
Album bylo oceněno Andělem v kategorii Folk & Country.